# Operation Argus
Operation Argus är en svensk spionthriller som sändes i TV hösten 1966 i dåvarande Sveriges Radio. SVT sände serien i repris våren 1993. Regi av Håkan Ersgård samt manus av Arvid Rundberg och Kjell Forsting.
Produktion: Sveriges Radio TV Teatern. Produktionsnummer: 554

## Handling
En vinterkväll i Stockholms frihamn 1943. En lejdbåt har just anlänt efter två år till sjöss. Fartygets radiotelegrafist Hans Berg går i land för att gå på bio, innan han ska träffa sin fästmö. På biografen blir han tagen för en annan person och dras in i en rafflande spionhistoria som utspelar sig i ett vintrigt Sverige.

## Avsnitt
1. Radiotelegrafist dubbelspion (1966-10-29).   En kall januarikväll angör m/s Casablanca Stockholms frihamn, efter två års resor utanför spärren. Hans har en efterlängtad träff med sin fästmö, syster Karin, på en dansrestaurang. De läser ett otäckt brev som är adresserat till en herr Steiner.
2. En handgranat från döden (1966-10-29).   Radiotelegrafisten Hans Berg förväxlas med en tysk spion som just begått självmord, vilket inte tyskarna vet om. Kommissarie Simonsson vädjar till Hans att spela rollen som Steiner, för att kunna avslöja tyskarnas planer. Det leder till att han träffar Liselotte och blir satt på ett tåg till Lysekil, där han möts av en tysk spion, Kurt.
3. Kontraspionen (1966-11-05).   Med Kurt ur leken, försöker Hans hitta en hemlig skiss i Kurts hotellrum. Där blir han överraskad av Liselotte. Hans börjar bli rädd för henne. Simonsson dyker upp och lovar Hans att allt snart är över bara han lyder order till nästa dag. Men i Stockholm får tyska agenter order att ta syster Karin som gisslan, när hon arbetar natt på sjukhuset.
4. Spionnästet Frösvik (1966-11-12).   Hans tvingas ta över Kurts uppgifter. Liselotte för honom till en plats djupt inne i skogen. De väntar på en svensk lastbilskolonn med varor till England. Polisen är lurad. Hans får order att stjäla en liten viktig del i lasten. Efteråt försöker Hans fly, men hamnar mitt i lejonets kula, dvs. i Mendels sportstuga. Han övermannas och drogas.
5. Jakten på ambulansen (1966-11-19).   Hans är avslöjad som kontraspion, nedsövd och inlindad med gasbinda. Liselotte och Mendel flyr med Hans i en ambulans mot hemligt mål vid havet. De klarar sig igenom en vägspärr och byter sedan ambulansen mot en brödbil, men en liten grabb ser bilbytet. Polisen ligger hela tiden ett steg efter. Brödbilen flyr mot ett undangömt hus vid havet men ett bensinstopp stör resan.
6. Uppgörelsen (1966-11-26).   Väl framme vid kusten möter Lotze upp. Mendel ligger illa till. Hans Berg väcks upp och får möta syster Karin som förts dit efter tillfångatagandet. En tysk båt väntas komma in till stranden i gryningen, men polis och militär är dem på spåren.

## Rollista
- Ove Tjernberg - Hans Berg
- Christina Schollin - Syster Karin, Hans fästmö
- Catrin Westerlund - Liselotte
- Jan-Erik Lindqvist - Kommissarie Simonsson
- Börje Mellvig - Werner Mendel
- Frej Lindqvist - Lotze
- Morgan Andersson - Kriminalkonstapeln

Mindre roller:
- Torsten Wahlund
- Tommy Nilson
- Jens Österholm
- Bert-Åke Varg
- Christer Banck
- Gregor Dahlman
- Georg Skarstedt
- Willie Sjöberg
- Mats Dahlbäck
- Stig Torstensson
- Dennis Dahlsten
- Peter Lindgren
- Thor Hartman
- Karl Erik Flens